# La Pouëze
La Pouëze är en kommun i departementet Maine-et-Loire i regionen Pays de la Loire i nordvästra Frankrike. Kommunen ligger i kantonen Le Lion-d'Angers som tillhör arrondissementet Segré. År 2018 hade La Pouëze 1 995 invånare.

## Befolkningsutveckling
Antalet invånare i kommunen La Pouëze
| Referens: INSEE |